# دار اللبادي
دار اللبادي منزل تاريخي يقع في المدينة العتيقة لتطوان، المصنفة تراثا عالميا من طرف اليونسكو.

## الموقع
تقع دار اللبادي في زنقة الجنوي، بحي البلد.

## التاريخ
تم تشييد دار اللبادي سنة 1903 من طرف عبد الكريم اللبادي، والي مدينة تطوان آنذاك و تعد واحد من أكبر دور المدينة العتيقة.

## العمارة
على مستوى التصميم، تطابق هندسة المنزل أسلوب البناء التقليدي المغربي الأندلسي خلال القرن الثامن عشر. حيث يتوسط المنزل فناء يشتمل على اثني عشر عمودا و قوسا. بينما تعكس الزخرفة تأثير الفن الأوروبي، حيث تمزج نقوش المنزل بين عناصر من الأسلوب النيوكلاسيكي، الفن الجديد (Art Nouveau) والأسلوب القوطي الحديث.